# Richard Epcar
Richard Epcar (Denver, 29 aprile 1955) è un attore e doppiatore statunitense.
Nella sua carriera ha doppiato più di 400 personaggi nel mondo dei videogiochi. È il fondatore della Epcar Entertainment, società che si occupa di doppiaggio di base a Los Angeles. È il doppiatore di Ansem il Cercatore dell'Oscurita nella saga di Kingdom Hearts dal 2005, ovvero da Kingdom Hearts 2 dove ha preso il posto di Billy Zane.

## Ruoli interpretati

### Serie animate
- Walter Melon (Robotroll, poliziotto)

### Anime
- Bleach (Zangetsu, Go Koga, Mr. Kagine)
- Bleach: Thousand-Year Blood War (Yhwach, Zangetsu)
- Bobobo-bo Bo-bobo (Bobobo-bo Bo-bobo)
- Ghost in the Shell: Stand Alone Complex (Batou)
- Ghost in the Shell: Stand Alone Complex 2nd GIG (Batou)
- Ghost in the Shell: SAC 2045 (Batou)
- Le bizzarre avventure di JoJo: Stardust Crusaders (Joseph Joestar)
- Le avventure di Lupin III (Daisuke Jigen)
- Le nuove avventure di Lupin III (Daisuke Jigen)
- Lupin the Third - La donna chiamata Fujiko Mine (Ispettore Koichi Zenigata)
- Lupin III - L'avventura italiana (Daisuke Jigen)
- Lupin III - Ritorno alle origini (Daisuke Jigen)
- Lupin III - Una storia senza fine (Daisuke Jigen, Yoshiaki Hongo)
- Naruto (Manda)
- Naruto: Shippuden (Hanzo, Manda, Monji)
- Pluto (Hercules)

### Videogiochi
- Catherine (Morgan Cortez)
- Catherine: Full Body (Morgan Cortez)
- Dead or Alive: Dimensions (Leon)
- Dead or Alive 5 (Leon)
- Fatal Fury: City of the Wolves (Nightmare Geese)
- Fire Emblem: Awakening (Walhart)
- Fire Emblem Heroes (Hardin, Oliver, Walhart)
- Fire Emblem Echoes: Shadows of Valentia (Jedah)
- Fire Emblem Warriors: Three Hopes (Conte Bergliez)
- Fist of the North Star: Ken's Rage (Zeed)
- Ghost in the Shell (Batou)
- Granblue Fantasy: Versus (Eugen, soldato imperiale)
- Infinite Crisis (Joker)
- Injustice: Gods Among Us (Joker)
- Injustice 2 (Joker, Raiden)
- Kingdom Hearts II (Ansem, Riku-Ansem)
- Kingdom Hearts Re:Chain of Memories (Ansem)
- Kingdom Hearts 358/2 Days (Riku-Ansem)
- Kingdom Hearts Birth by Sleep (Terra-Xehanort)
- Kingdom Hearts 3D: Dream Drop Distance (Ansem)
- Kingdom Hearts HD 2.8 Final Chapter Prologue (Terra-Xehanort)
- Kingdom Hearts III (Ansem, Terra-Xehanort)
- Kingdom Hearts Melody of Memory (Terra-Xehanort)
- Mafia III (Giudice Cornelius Holden)
- Monster Hunter: World (Ammiraglio)
- Mortal Kombat vs DC Universe (Joker, Raiden)
- Mortal Kombat (videogioco 2011) (Raiden)
- Mortal Kombat X (Raiden)
- Mortal Kombat 11 (Raiden, Joker)
- Mugen Souls (Shirogane)
- Odin Sphere (Brigan, Hindel)
- Persona 5 (Preside Kobayakawa)
- Spec Ops: The Line (Randolf Dossler)
- Star Ocean: First Departure (Del Argosy)
- Star Ocean: Second Evolution (Gabriel/Indalecio)
- Star Ocean: The Divine Force (Lombert Klemrath)
- Star Ocean: The Second Story R (Gabriel/Indalecio)
- Street Fighter V (Akuma)
- Tekken 7 (Geese Howard; dialoghi pre/post-lotta)
- Teppen (Akuma)

## Doppiatori italiani
Da doppiatore è stato sostituito da:
- Claudio Moneta in Mortal Kombat X, Injustice 2 (Raiden), Mortal Kombat 11 (Raiden)
- Riccardo Peroni in Injustice 2 (Joker), Mortal Kombat 11 (Joker)
- Luca Catanzaro in Mortal Kombat vs. DC Universe (Raiden)
- Luca Sandri in Mortal Kombat vs. DC Universe (Joker)
- Federico Danti in Spec Ops: The Line
- Giovanni Battezzato in Batman: Arkham Origins
- Andrea De Nisco in Mafia III
- Marco Pagani in Monster Hunter World
- Claudio Marsicola in Once Upon a Studio
- Riccardo D'Aquino in Batman: Arkham Shadow